# Acalypha glandulosa
Acalypha glandulosa är en törelväxtart som beskrevs av Antonio José Cavanilles. Acalypha glandulosa ingår i släktet akalyfor, och familjen törelväxter. Inga underarter finns listade i Catalogue of Life.